# De Adelaarshorst
De Adelaarshorst est un stade de football situé à Deventer aux Pays-Bas.
Le Go Ahead Eagles en est le club propriétaire et résident. L'affluence record est de 25 000 spectateurs le 29 septembre 1965, à l'occasion du premier tour aller de la Coupe d'Europe des vainqueurs de coupe de football 1965-1966 contre le Celtic Football Club.

## Histoire
Après le titre de champion des Pays-Bas de 1917, la direction du club décide de chercher un terrain pour y construire son propre stade. Jusqu'alors, le club avait joué juste après sa création sur les terrains d'UD, un autre club de Deventer, et à partir de 1905 dans la ville voisine de Diepenveen, au De Halve Maan. La décision de la construction d'une première tribune couverte est prise après le titre de 1922, pour une mise en service en 1924. Dans les années 1930, une nouvelle tribune principale est construite suivant les plans de l'architecte Van Harte. Lors du passage vers le football professionnel dans les années 1950, trois tribunes sont couvertes. Le stade subit d'importantes rénovations en 2015 : l'ancienne tribune présidentielle ainsi que la tribune Leo Halle sont entièrement reconstruites, ce qui permet d'augmenter la capacité du stade à 10 000 places.
|  |